# Ibrahim Isaac Sidrak
Ibrahim Isaac Sidrak (em copta:  ⲁⲃⲣⲁϩⲁⲙ ⲓⲥⲁⲁⲕ ⲥⲉⲇⲣⲁⲕ, em árabe: إبراهيم إسحاق سدراك) (19 de agosto de 1955) é um prelado egípcio da Igreja Católica, atual Patriarca Católico Copta de Alexandria.

## Biografia
Ibrahim Isaac Sidrak nasceu em 1955 em Beni-Chokeir (província de Assiut). Estudou filosofia e teologia no Seminário Patriarcal de Maadi (suburbio do Cairo) e foi ordenado sacerdote em 1980. Durante os dois anos seguintes, serviu na Paróquia do Arcanjo Miguel no Cairo. Fez doutorado teologia dogmática na Pontifícia Universidade Gregoriana de Roma. Entre 1990 e 2001 foi reitor do Seminário Patriarcal de Maadi. Também foi diretor do Escritório de Catequese de Sakakini. Durante um curto período no ano de 2002 foi pároco da Catedral Patriarcal de Nossa Senhora do Egito no Cairo.
Em outubro de 2002 foi eleito bispo de Minya, cargo em que desempenhou um grande trabalho social, sanitário e educativo, especialmente em programas de desenvolvimento da agricultura.

## Patriarca
Em 15 de janeiro de 2013 foi eleito patriarca de Alexandria pelo sínodo da Igreja Católica Copta. Sua eleição foi confirmada pelo Papa Bento XVI três dias depois com a Ecclesiastica Communio.
Seu ministério patriarcal começou solenemente na Catedral de Nossa Senhora em Alexandria no dia 12 de março seguinte, na presença, entre outros, do patriarca copta ortodoxo Teodoro II e de um representante do imã da mesquita de Al-Azhar. No dia 23 de março foi ao Vaticano para ser recebido em audiência pelo recém-eleito Papa Francisco e no dia 9 de dezembro seguinte concelebrou também com o pontífice e o cardeal Leonardo Sandri, prefeito da Congregação para as Igrejas Orientais, uma missa realizada  na capela da Domus Sanctæ Marthæ.. 
Em 19 de fevereiro de 2014, o Papa Francisco o nomeou membro da Congregação para as Igrejas Orientais. De 5 a 19 de outubro do mesmo ano participou na III Assembleia Geral Extraordinária do Sínodo dos Bispos, realizada na Cidade do Vaticano, com o tema "Os desafios pastorais da família no contexto da evangelização".
Participou também da XIV Assembleia Geral Ordinária, realizada de 4 a 25 de outubro de 2015, com o tema "A vocação e missão da família na Igreja e no mundo contemporâneo"; durante sua estada no Vaticano, também foi recebido em audiência pelo papa em 20 de outubro.. 
Em 23 de janeiro de 2017, com a aceitação da renúncia de Antonios Aziz Mina, tornou-se administrador apostólico da eparquia de Gizé; no dia 6 de fevereiro seguinte fez uma segunda visita ad limina ao Vaticano, juntamente com os outros bispos coptas católicos. De 28 a 29 de abril do mesmo ano recebeu o Papa Francisco durante sua viagem apostólica ao Egito.
Em 10 de abril de 2018, o cargo de administrador apostólico de Gizé cessou com a nomeação do novo administrador Toma Adly Zaki. De 3 a 28 de outubro de 2018 participou na XV Assembleia Geral Ordinária do Sínodo dos Bispos com o tema "Jovens, fé e discernimento vocacional".
Em 7 de fevereiro de 2020 foi novamente recebido em audiência pelo pontífice junto com os demais membros do Conselho dos Patriarcas Católicos do Oriente, do qual é membro de direito. Em 7 de outubro seguinte, com a aceitação da renúncia de Botros Fahim Awad Hanna, tornou-se administrador apostólico da eparquia de Minya, ocupando este cargo até 3 de novembro, dia da nomeação do novo eparca Basilios Fawzy Al-Dabe, transferido da eparquia de Sohag. 